# Zdechovice (Hradec Králové-i járás)
Zdechovice település Csehországban, a Hradec Králové-i járásban. Zdechovice Barchov, Nechanice, Měník, Prasek és Kobylice településekkel határos. Lakosainak száma 167 fő (2024. január 1.).

## Népesség
A település lakosságának változását az alábbi diagram mutatja:
| Lakosok száma | 296  | 337  | 335  | 211  | 143  | 142  | 168  | 163  | 164  | 167  |
|               | 1869 | 1890 | 1921 | 1950 | 1980 | 2001 | 2017 | 2019 | 2022 | 2024 |